# پس‌انداز

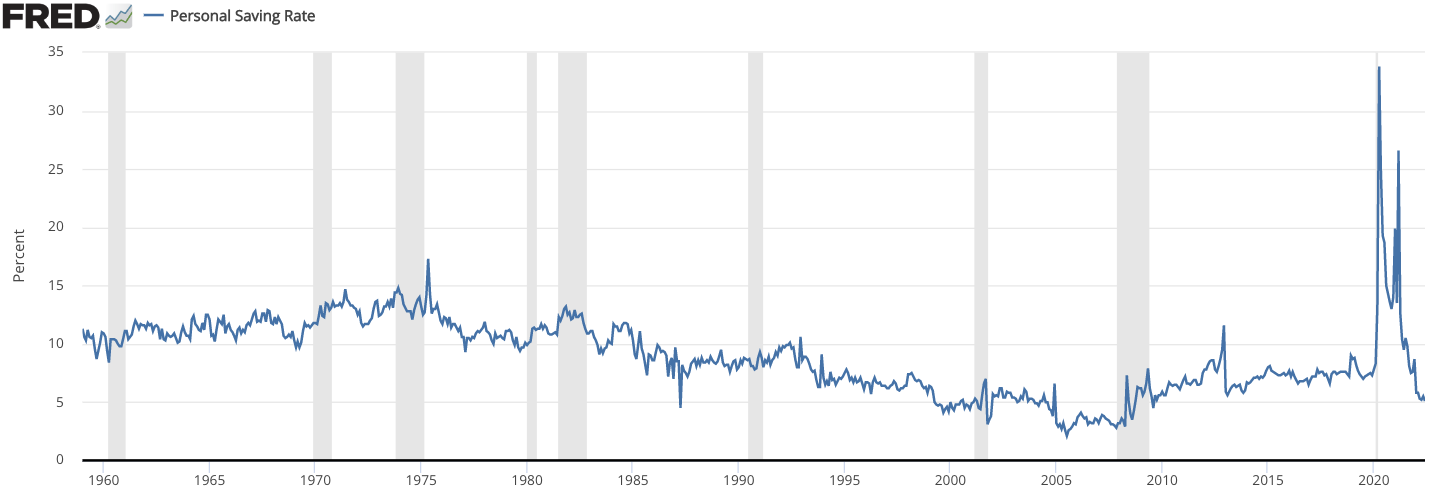
پس‌انداز شخصی به عنوان درصدی از درآمد شخصی قابل تصرف در ایالات متحده (۱۹۶۰–۲۰۲۲) - افزایش پس‌انداز در سال ۲۰۲۰ میلادی ناشی از تأثیرات جهان‌گیری COVID-19 بود.

پس‌انداز (به انگلیسی:Saving) به عنوان درآمدی تعریف می‌شود که خرج نمی‌شود یا مصرفی است که معوق می‌شود. روش‌های پس‌انداز شامل کنار گذاشتن پول در حساب سپرده، حساب بازنشستگی، صندوق سرمایه‌گذاری یا به صورت پول نقد است. پس‌انداز همچنین شامل کاهش مخارج مانند هزینه‌های مکرر می‌شود. از منظر امور مالی شخصی، پس‌انداز عموماً با حفظ کم ریسک پول مشخص می‌شود و در مقابل سرمایه‌گذاری که در آن ریسک بسیار بالاتر است قرار می‌گیرد. پس‌انداز در علم اقتصاد به‌طور گسترده‌تر، به هر درآمدی اشاره دارد که برای مصرف فوری استفاده نمی‌شود. پس‌انداز به‌طور خودکار شامل بهره‌مندی از سود اقتصادی نمی‌شود.

## اهمیت
پس‌انداز پول می‌تواند روزی به سرمایه‌گذاری آن منجر شود. از طرف دیگر، همچنین افراد سالخورده به میزان زیادی از پس‌اندازها و اندوخته‌های خود برای گذران بقیه سال‌های زندگی شان استفاده می‌کنند. همچنین عامل کم شدن میزان تمایل افراد به پس‌انداز در کشورهای دارای جمعیت سالخورده منجر به بروز نگرانی‌هایی نیز می‌شود.

## تعریف پس انداز موفق
پس انداز موفق نیاز به برنامه‌ریزی دقیق و تعهد جدی دارد. نکات کلیدی برای شروع یک پس انداز موفق :
تعیین هدف نیز در برنامه ریزی مالی بسیار مهم است. برای مثال، ممکن است بخواهید برای خرید یک خودرو، خانه یا حتی برای تامین هزینه تحصیل فرزندان خود، پس انداز کنید. با تعیین هدف، می توانید متوجه شوید که ماهانه به چه مقدار پس انداز نیاز دارید.
پس اندازها می‌توانند در حساب‌های بانکی نگهداری شوند یا به صورت سرمایه‌گذاری در پروژه‌های مختلف به کار گرفته شوند. همچنین، برخی بانک‌ها حساب‌های سرمایه‌گذاری خاص برای پس انداز ارائه می‌دهند که به شما امکان سرمایه‌گذاری در پروژه‌های مختلف را می‌دهند. انتخاب روش مناسب از اهمیت زیادی برخوردار است. برنامه‌ریزی مالی درازمدت یکی از مهمترین فعالیت‌ها به منظور دستیابی به یک پس انداز موفق می باشد. این برنامه‌ریزی با بررسی و ارزیابی وضعیت مالی خانواده، تعیین اهداف مالی و تنظیم بودجه برای رسیدن به اهداف، انجام می‌شود. بنابراین باید برنامه‌ریزی مالی درازمدت داشته باشید و برای هزینه‌های پیش‌بینی‌نشده نیز پول ذخیره کنید. 